# На место, грађанине Покорни!
На место, грађанине Покорни! је југословенски филм из 1964. године. Режирао га је Радивоје Лола Ђукић, који је написао и сценарио.

## Радња
Филм прати живот Цулета Покорног, заплашеног и покорног грађанина који је економиста заокупљен идејом да учини друштво бољим и богатијим. Цуле, као модерни Дон Кихот, покушава да проповеда ентузијазам у колективу који мисли само на сопствене интересе, те проповеда љубав у породици и међу суседима и због своје доброте и наивности уплиће се у аферу с великим кријумчарима дроге, малим лоповима и стриптиз играчицом....

## Улоге
| Глумац                  | Улога                           |
| ----------------------- | ------------------------------- |
| Мија Алексић            | Цуле Покорни                    |
| Вера Ђукић              | Десанка „Дејзи“                 |
| Миодраг Петровић Чкаља  | Бора Муња                       |
| Ђокица Милаковић        | Медени                          |
| Љуба Тадић              | Амазонац                        |
| Михајло Викторовић      | Цулетов директор                |
| Бранка Митић            | Олга                            |
| Олга Ивановић           | Цулетова мајка                  |
| Јовиша Војиновић        | Цулетов отац                    |
| Бранко Ђорђевић         | Цулетов деда                    |
| Драгутин Добричанин     | Арапин из Кувајта               |
| Радмило Ћурчић          | Алија                           |
| Зоран Лонгиновић        | Боки                            |
| Милан Панић             | Жућа                            |
| Миодраг Поповић Деба    | Милиционер Миле                 |
| Михајло Бата Паскаљевић | Жан/Инспектор Дипон             |
| Александар Стојковић    | Ставра „Жабар“                  |
| Даница Аћимац           | Жена Амазонца                   |
| Марија Милутиновић      | Жена Меденог                    |
| Вука Костић             | Ставрина жена                   |
| Жарко Митровић          | Чика Мића                       |
| Слободан Стојановић     | Други сељак (као С. Стојановић) |
| Љубомир Дидић           | Службеник 1                     |
| Душан Крцун Ђорђевић    | Службеник 2                     |
| Душан Антонијевић       | Службеник 3                     |
| Тома Курузовић          | Службеник 4                     |
| Олга Станисављевић      | Директорова жена                |
| Љубица Секулић          | Сељанка (као Љ. Секулић)        |
| Радослав Павловић       |                                 |
| Милорад Трандафиловић   |                                 |
| Миодраг Огњановић       |                                 |